# 閭丘嬰
闾丘婴（？—前542年），春秋时期齐国大夫。
前548年（周灵王二十四年、鲁襄公二十五年、齐庄公六年），齐庄公死后，闾丘婴用车子的帷幕包上妻子，装上车，和申鮮虞坐一辆车逃走。申鲜虞将闾丘婴之妻推下车，说：“国君昏聩不能纠正，国君危险不能相救，国君死亡不能殉身，只知道把自己的爱人藏起来，谁会接纳我们？”走到弇中狭道，准备住下，闾丘婴说：“崔氏、庆氏可能在追我们。”申鲜虞因道路狭窄，说：“一对一，我们怕谁？”于是住下，头枕着马缰睡下，醒来先喂饱马再自己吃饭，套上马车继续赶路。走出弇中，道路开阔，申鲜虞对闾丘婴说：“快点赶马，崔氏、庆氏人多，我们不能抵挡。”于是就逃亡到鲁国。崔氏、庆氏被灭后，闾丘婴回到齐国。前544年（周景王元年、鲁襄公二十九年、齐景公四年）高豎在卢地发动叛乱。十月二十七日，闾丘婴带兵包围卢地。高竖说：“如果让高氏有后，我就把封邑交还给国君。”齐国立了高敬仲的曾孙高酀。十一月二十三日，高竖归还卢地而逃亡到晋国。前542年（周景王三年、鲁襄公三十一年、齐景公六年），齐国的子尾惧怕闾丘婴，想杀死他，派他带兵进攻鲁国阳州。鲁国询问齐国为什么要出兵。五月，子尾杀了闾丘婴，来向鲁军解释。